# Victor Augier
Pour les articles homonymes, voir Augier.
Joseph-Victor Augier, né le 26 juillet 1792 à Orange et mort le 23 avril 1858 à Paris, est un avocat, journaliste et homme de lettres français.

## Biographie
Petit-fils du député Antoine-Joseph Augier, il collabora avec Méhée de La Touche dans le journal le Patriote de 1789 durant les Cent-Jours, et à la Seconde Restauration, il alla s'installer comme avocat à Valence.
Il se fixa avec sa famille à Paris et devint avocat à la Cour royale de Paris, puis aux Conseils du roi et à la Cour de cassation en 1828. Il a tenu un cabinet littéraire au Palais-Royal.
Il dirigea la rédaction du Journal de la magistrature et du barreau, ou Doctrines de la Cour de cassation et des différentes cours du royaume, comparées entr’elles et avec l'opinion des jurisconsultes les plus célèbres, par une société d'avocat qui fut publié à partir de 1832.
Gendre de Pigault-Lebrun, il est le père d'Émile Augier et le grand-père de Paul Déroulède, d'André Déroulède et d'Émile Guiard.
Il était membre de la Société philotechnique de Paris, de l'Académie provinciale, de l'Athénée de Vaucluse et de la Société littéraire de Bruxelles.

## Œuvres
- Fingal et Inisthore, nouvelle chevaleresque, suivie d'un Voyage à Vaucluse et de poésies fugitives (1811)
- Lettre sur la révolution de 1815, à M. l'abbé Barruel, auteur d'un libelle dont j'ai oublié le titre (1815)
- Plaidoyer pour M.M. Victor Augier, Mazade et Massonnet, avocat à Valence, contre M. le Procureur général... (1817)
- Les crimes d'Avignon depuis les Cent Jours par un Vauclusien (1818)
- Romalino, ou les Mystères du château de Monte-Rosso (2 volumes, 1821)
- L'Espagnol, ou la Tombe et le poignard (2 volumes, 1825)
- Voyage dans le Midi de la France (1827, 2010)
- Le Beau-père et le gendre, ou Pigault-Lebrun et Victor Augier (1822, 1830)
- Le Juge de paix, recueil de jurisprudence civile et de police (1831)
- Encyclopédie des juges de paix, ou Traités, par ordre alphabétique, sur toutes les matières qui entrent dans leurs attributions (21 volumes, 1831-1851)
- Formulaire complet et raisonné des tribunaux de paix et de simple police (1847)

## Sources
- Rabbe, Sainte-Preuve, Biographie universelle et portative des contemporains, ou Dictionnaire historique des hommes vivants et des hommes morts depuis 1788 jusqu'à nos jours, 1836
- Casimir-François-Henri Barjavel, Dictionnaire historique, biographique et bibliographique du département de Vaucluse, 1841
- Antoine-Vincent Arnault, Biographie nouvelle des contemporains, 1827
- Pierre Louis Pascal de Jullian, Galerie historique des contemporains ou nouvelle Biographie, Volume 1, 1822
- Joseph-Marie Quérard, La France littéraire, ou Dictionnaire bibliographique des savants, historiens et gens de lettres de la France: ainsi que des littérateurs étrangers qui ont écrit en français, plus particulièrement pendant les XVIIIe et XIXe siècles ..., 1827
- Vincent Wright, Éric Anceau, Les préfets de Gambetta, 2007
- Jules Janin, Almanach de la littérature du théâtre et des beaux-arts, 1865
- Dictionnaire biographique de la Drôme